# Ponta Bicuda

Ponta Bicuda est un cap au nord de  l'île de Santiago au Cap-Vert.

## Présentation
Ponta Bicuda se trouve à 3 km à l'est de Ponta Moreia, le point le plus au nord de l'île de Santiago, et à 8 kilomètres au nord-est de Tarrafal. 
Sur la carte de 1747 de  Jacques-Nicolas Bellin, le point était mentionné comme « Point Bikkude ».